# Куклы (фильм, 2002)
«Куклы» (яп. ドールズ до:рудзу, англ. Dolls) — драма японского кинорежиссёра Такэси Китано, фильм участвовал в 59-м кинофестивале в Венеции (2002). В отличие от остальных фильмов режиссёра, «Куклы» — фильм, концентрирующийся во многом на символах и красоте кадра. Сам Китано в фильме не снялся, ограничившись ролью режиссёра и автора сценария.

## Сюжет
Фильм состоит из трёх сюжетно-независимых, однако, пересекающихся историй:
- История юноши (Мацумото) и девушки (Савако), вынужденных прервать свои отношения из-за амбиций родителей молодого человека, которые пытаются устроить более выгодную в карьерном отношении свадьбу. Нарушение естественного хода взаимоотношений приводит к неудачной попытке самоубийства девушки накануне запланированной свадьбы Мацумото с дочерью директора фирмы, в которой он работает. Оставшись в живых, Савако переживает сильный психологический стресс. В результате Мацумото и Савако прерывают все связи с обществом и отправляются в бесцельное путешествие, в ходе которого они переживают во многом мифические метаморфозы, постепенно отождествляясь с персонажами пьесы Тикамацу, положенной в основу структуры фильма.
- История о якудзе (Хиро), подавившем в юности свою любовь к простой девушке (Рёко) ради обретения власти и влияния. Спустя десятилетия, достигнув всего, чего желал, он вспоминает о словах, которые слышал, когда девушка прощалась в парке с ним, уезжавшим в большой город: «Я всегда буду ждать тебя здесь». Приехав с телохранителем в парк в Сайтаму, он замечает уже постаревшую женщину. После одной из нескольких встреч с так и не узнавшей его возлюбленной, якудза погибает от рук наёмного убийцы.
- Третья сюжетная линия в интимных деталях и очень точно воспроизводит восприятие поп-музыки через историю граничащей с фетишизмом любви молодого человека Нукуи к японской певице Харуне Ямагути. Харуна Ямагути когда-то была поп-звездой, окруженной фанатами и вниманием. После автомобильной катастрофы, обезобразившей её лицо, она была вынуждена закончить свою карьеру и уйти в добровольное изгнание. Нукуи лишает себя зрения, чтобы стать ближе к певице и иметь возможность встретиться с ней. После встречи он погибает, оказавшись сбитым машиной.

## В ролях
| Актёр              | Роль           |
| ------------------ | -------------- |
| Михо Канно         | Савако         |
| Хидэтоси Нисидзима | Мацумото       |
| Тацуя Михаси       | Старик Хиро    |
| Тиэко Мацубара     | Рёко           |
| Кёко Фукада        | Харуна Ямагути |
| Цутому Такэсигэ    | Нукуи          |

## Награды и номинации
- 2002 — номинация на премию «Золотой лев» Венецианского кинофестиваля.[источник не указан 5234 дня]
- 2003 — 4 номинации на премию Японской киноакадемии: лучшая операторская работа (Кацуми Янагидзима), музыка (Дзё Хисаиси), работа художника (Норихиро Исода), свет (Хитоси Такая).[источник не указан 5234 дня]

## Интересные факты
- «Куклы» — это последний фильм Такэси Китано , для которого музыку написал Дзё Хисаиси. Предположительно из-за творческих разногласий, возникших при работе над фильмом, многолетнее сотрудничество Китано и Хисаиси прекратилось.
- Костюмы для фильма сделал известный японский модельер Ёдзи Ямамото.
- В картине представлены четыре времени года: осень, лето, весна, зима. Время года показано не столько через природу, сколько характером, настроением, красками и костюмами.
- Сам Такэси Китано, как актёр в фильме не появляется.